# Tellervo nedusia
Tellervo nedusia är en fjärilsart som beskrevs av Charles Andreas Geyer 1832. Tellervo nedusia ingår i släktet Tellervo och familjen praktfjärilar. Inga underarter finns listade i Catalogue of Life.